# شمس البارودی
شمس البارودی (عربی: شمس الملوك جميل البارودي؛ زادهٔ | ۴ اکتبر ۱۹۴۵ ‏(۷۹ سال)
) بازیگر سینما اهل مصر است. او در دهه های ۱۹۶۰ و ۱۹۷۰ در فیلم‌های مصری و همچنین فیلم‌های لبنانی  فعالیت داشت. لیزا اندرسون از شیکاگو تریبون او را "یکی از زیباترین و مسحور کننده‌ترین هنرپیشه های مصر" توصیف کرد.